# Mutilation politique dans la culture byzantine

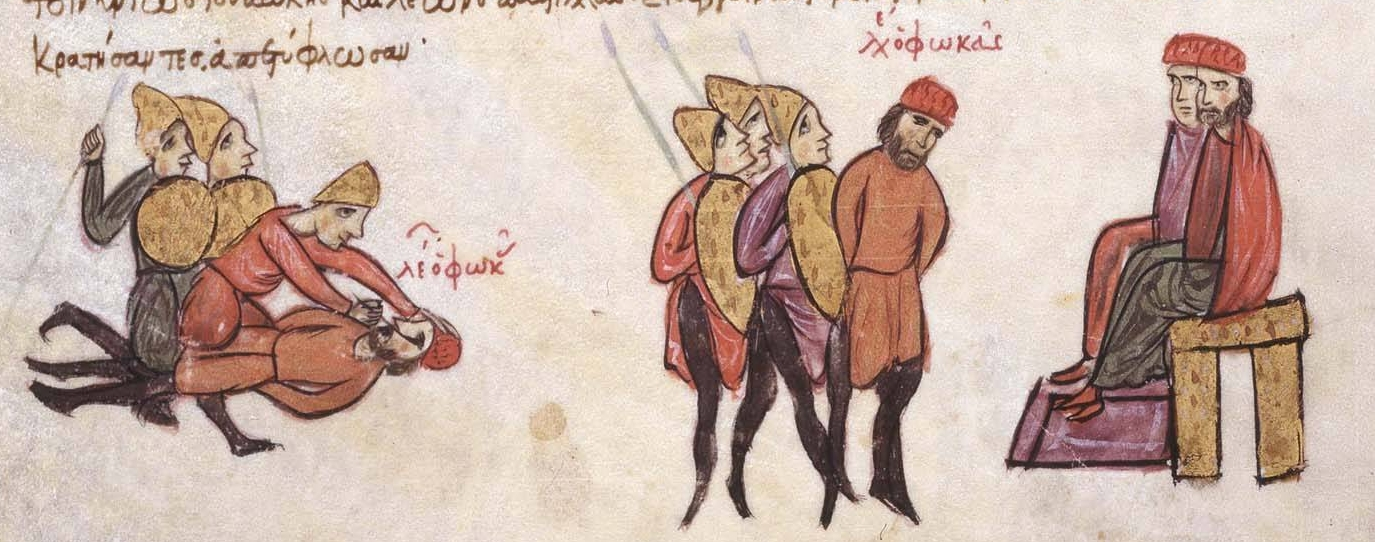
Représentation de l'aveuglement de Léon Phocas après sa rébellion infructueuse contre Romain Lécapène, dans la Chronique de Skylitzès de Madrid

La mutilation est une méthode courante de punition pour les criminels dans l'Empire byzantin, mais elle a également un rôle dans la vie politique de l'empire. En aveuglant un rival, non seulement on restreint sa mobilité, mais on lui rend également presque impossible de mener une armée au combat, qui est alors une part importante de la prise de contrôle de l'empire. La castration est également utilisée pour éliminer les adversaires potentiels.
Dans l'Empire byzantin, pour un homme, être castré signifie qu'il n'est plus un homme, « il vit une vie qui est à moitié morte ». La castration élimine également toute chance que des héritiers naissent pour menacer la place de l'empereur ou des enfants de l'empereur au trône. D'autres mutilations courantes sont par exemple la section du nez (rhinotomie) ou l'amputation de membres.

## Raisonnement
La mutilation des rivaux politiques par l'empereur est considérée comme un moyen efficace d'écarter de la succession une personne considérée comme une menace. Les hommes castrés ne sont pas considérés comme une menace, car peu importe le pouvoir qu'ils acquièrent, ils ne pourront jamais monter sur le trône, et de nombreux eunuques se voient ainsi confier des fonctions élevées et confidentielles dans la cour et l'administration byzantines. Dans la culture théocratique byzantine, l'empereur est le reflet de l'autorité céleste. Puisque Dieu est parfait, l'empereur doit aussi être sans tache physique ; toute mutilation, en particulier les blessures au visage, disqualifient un individu pour monter sur le trône. Justinien II  (ὁ Ῥινότμητος, "au nez fendu") est une rare exception, il se fait couper le nez lorsqu'il est renversé en 695 mais peut redevenir empereur en 705.

## Histoire
L'aveuglement comme punition pour les rivaux politiques et une peine reconnue pour trahison est établi en 705, bien que Phocas l'ait également utilisé plus tôt pendant son règne, devenant une pratique courante à partir d'Héraclius. La castration en tant que punition pour les rivaux politiques n'entre en vigueur que bien plus tard, devenant populaire aux Xe et XIe siècles. Un exemple est celui de Basile Lécapène, le fils illégitime de l'empereur Romain I Lécapène, qui est castré dans sa jeunesse. Il acquiert suffisamment de pouvoir pour devenir parakimomène et premier ministre effectif de trois empereurs successifs, mais ne peut pas assumer lui-même le trône,.

## Cas de défiguration
| Victime | Date      | Mutilation                      | Détails |
| --- | --------- | ------------------------------- | --- |
| Alexis Philanthropénos                                                                                     | 1295      | Aveuglé                         | Gouverneur du Thème de Thrakesion, il se soulève contre Andronic II Paléologue, mais est capturé par des soldats loyalistes et aveuglé. |
| Anastase de Constantinople                                                                                 | 743       | Aveuglé                         | Pour avoir soutenu l'usurpation d'Artabasde contre Constantin V, il a est aveuglé |
| Artabasde et ses fils                                                                                      | 743       | Aveuglés                        | Artabasde et ses fils Nicéphore et Nicétas sont aveuglés pour son insurrection ratée contre Constantin V pendant la crise de l'iconoclasme |
| Sisinnios                                                                                                  | 743       | Aveuglé                         | Stratège des Thracésiens, il soutient Constantin V contre Artabasde mais est aveuglé après la victoire du premier en raison de soupçons de complot pour s'emparer du trône lui-même |
| Antiochos, David, Théophylacte d'Iconium, Christophe, Constantin, Theophylacte le kandidatos, et 11 autres | 766       | Aveuglé                         | Gouverneurs provinciaux de haut rang et fonctionnaires de la cour, membres d'un groupe de dix-neuf qui ont conspiré contre Constantin V. Le complot est découvert et les membres défilent publiquement à l'Hippodrome le 25 août 766. Les deux meneurs, les frères Constantin et Strategios Podopagouros, sont exécutés, le reste aveuglé et exilé, chaque année des agents impériaux sont envoyés pour délivrer 100 coups de fouet à chacun. |
| Jean Athalarichos et Théodore                                                                              | 637       | Nez, mains et une jambe amputés | Amputation pratiquée après avoir tenté de renverser son père, Héraclius; son co-conspirateur Théodore qui a reçu la même peine est exilé et a également une jambe amputée. |
| Bardanès Tourkos                                                                                           | 803/804   | Aveuglé                         | Mène une révolte infructueuse contre Nicéphore Ier et se rend. Aveuglé alors qu'il est réfugié sous la protection d'un monastère, probablement sur les ordres de Nicéphore. |
| Bardas Phokas                                                                                              | 1026      | Aveuglé                         | Accusé d'avoir comploté contre Constantin VIII |
| Constantin Diogènes                                                                                        | 1095      | Aveuglé                         | Prétendant, mène une invasion Coumane de Thrace contre Alexis Ier Comnène |
| Philippicos, Théodore Myakès, Georges Bouraphos                                                            | 713       | Aveuglé                         | Une rébellion des troupes opsiciennes réussit à faire entrer un certain nombre d'hommes dans la ville où ils peuvent aveugler Philippicos dans un bain public le 3 juin 713. Il est suivi une semaine plus tard par le patrice Theodore Myakès et une semaine après cela par le comte des Opsiciens, le patrice Georges Bouraphos |
| Callinique Ier de Constantinople                                                                           | 705       | Aveuglé                         | Soutient le renversement de Justinien II et est aveuglé lorsqu'il est revenu au pouvoir en 705 |
| Constantin VI                                                                                              | 797       | Aveuglé                         | Empereur aveuglé par les partisans de sa mère, Irène d'Athènes. Constantin est mort des suites de ses blessures peu de temps après, ce qui conduit Irène à être couronnée impératrice régnante. |
| Constantin (fils de Léon V l'Arménien), Basile, Grégoire et Théodose                                       | 820       | Aveuglé                         | Les fils de Léon V l'Arménien, déposé le jour de Noël 820 par Michel II l'Amorien. Ils sont exilés à Prote, castrés et internés dans un monastère en tant que moines. |
| Léon Phocas                                                                                                | 919       | Aveuglé                         | S'est élevé contre l'accession au pouvoir de Romain Lécapène mais est capturé et aveuglé |
| Constantin Aspietes                                                                                        | 1190/1    | Aveuglé                         | Suspecté d'avoir fomenté une révolte contre Isaac II Ange parce qu'il distribue des soldes différées à ses troupes |
| Léon Phocas                                                                                                | 971       | Aveuglé                         | Fomente une révolte contre Jean I Tzimiskès |
| Nicéphore                                                                                                  | 792       | Aveuglé                         | Oncle de Constantin VI, aveuglé, alors que ses quatre frères se font couper la langue, après que les tagmata ont conspiré pour le mettre sur le trône au lendemain de la bataille de Marcellae |
| Alexis Mousélé                                                                                             | 792       | Aveuglé                         | Général des Arméniaques, aveuglé à cause de leur refus de reconnaître Irène d'Athènes comme impératrice et co-souveraine de Constantin VI |
| Constantin Diogène                                                                                         | 1028–1034 | Aveuglé                         | Général populaire est aveuglé à cause d'un supposé complot contre Romain III Argyre |
| Nicéphore Bryenne                                                                                          | 1078      | Aveuglé                         | Nicéphore se rebelle contre Michel VII en 1077 et poursuit sa rébellion contre Nicéphore III. Vaincu et capturé par Alexis Comnène à Kalavrye, il est aveuglé. |
| Nicéphore Diogène                                                                                          | 1094      | Aveuglé                         | Nicéphore est le fils de Romain IV Diogène avec Eudocie Makrembolitissa ; l'empereur Alexis Comnène le fait aveugler après l'avoir accusé de trahison |
| Romain IV Diogène                                                                                          | 1072      | Aveuglé                         | Andronic Doukas fait aveugler Romain IV Diogène après l'avoir incité à démissionner de son poste d'empereur |
| Heraklonas, David, Martin                                                                                  | 641       | Nez amputés                     | Renversé, défiguré et exilé par les partisans de Constans II |
| Théophylacte (fils de Michel Ier) Staurakios and Nicétas (le futur patriarche Ignace)                      | 813       | Castrés                         | Fils de Michel I Rhangabè, ils sont castrés après son renversement par Léon V l'Arménien |
| Justinien II                                                                                               | 695       | Nez amputés                     | Renversé, défiguré et exilé par les partisans de Léonce |
| Alexis Comnène                                                                                             | 1182      | Aveuglé, possiblement castré    | Régent de facto d'Alexis II Comnène, renversé par l'usurpateur Andronic I Comnène |
| Jean IV Lascaris                                                                                           | 1261      | Aveuglé                         | Fait empereur à sept ans, il est renversé et aveuglé à onze ans |
| Basile Lecapène                                                                                            | 920–944   | Castré                          | Enfant, il est castré pour être né fils illégitime de l'empereur Romain I Lécapène |
| Martina | 641       | Langue coupée                   | Renversé, défiguré et exilé par les partisans de Constans II |
| Symbatios l'Arménien                                                                                       | 866/867   | Un œil percé, bras droit amputé | Se rebelle avec Georges Peganès contre l'élévation par Michel III de Basile le Macédonien comme co-empereur |
| Georges Peganès                                                                                            | 866/867   | Aveuglé, nez amputé             | Se rebelle avec Symbatios l'Arménien contre l'élévation par Michel III de Basile le Macédonien comme co-empereur |
| Mâles de la famille de Jean l'Orpanotrophe                                                                 | 1041      | Castrés                         | Michel V castre tous les membres masculins de la famille de Jean l'Orpanotrophe |
| Jean l'Orpanotrophe                                                                                        | 1043      | Aveuglé                         | A été considéré comme une menace alors il est aveuglé par le patriarche de Constantinople Michel Cérulaire |
| Prousianos                                                                                                 | 1029      | Aveuglé                         | Après un supposé complot contre Romain III Argyre, il est aveuglé |
| Théodore                                                                                                   | 637       | Nez, mains et une jambe amputés | Mutilé pour avoir été co-planificateur de la tentative de Jean Athalarichos de renverser Héraclius |
| Isaac II Ange                                                                                              | 1195      | Aveuglé                         | Aveuglé et déposé par son frère Alexis III Ange |
| Léonce | 698       | Aveuglé                         | Aveuglé et déposé par Tibère III et plus tard tué par Justinien II en 705 |